# Подрезенка
Подрезенка — деревня в Аркадакском районе Саратовской области России. Входит в состав Большежуравского сельского поселения.

## География
Расположен на западе региона, в пределах Окско-Донской равнины, в среднем течении реки Хопёр, примерно в 2 километрах от озёра Духовое и побережья реки Хопёр. Возле деревни находился упразднённый посёлок Духовое.
В деревне одна улица: Центральная.

## История
Точная дата основания села неизвестна, но согласно сведениям IV ревизии о помещичьих крестьянах Балашовской округи Саратовского наместничества, которая проводилась в 1781—1783 г.г., деревня Подрезовка (Подрезенка) упоминается как новопоселенная, ведомства села Аркадак.
На 1911 год деревня входит в Балашовский уезд, Аркадакская волость. Согласно «Списку населенных мест Саратовской губернии по сведениям на 1911 год», деревня Подрезенка бывшая владельческая г. Шатихиной; число дворов — 97, жителей мужского пола — 290, женского пола − 294, всего 584 жителей.

## Население
| 2010 |
| ---- |
| 38   |

Гендерный состав
Согласно «Списку населенных мест Саратовской губернии по сведениям на 1911 год», число жителей мужского пола — 290, женского пола − 294, всего — 584.
Национальный состав
Согласно результатам переписи 2002 года, в национальной структуре населения русские составляли 83 % из 99 чел.

## Инфраструктура
В деревне была церковная школа.
В 1930-е годы в Подрезенке был образован колхоз «Память Ильича» объединявший 157 дворов.

## Транспорт
В соседней деревне Подрезенка проходит автомобильная дорога регионального значения «Аркадак — Баклуши» (идентификационный номер 63-000-000 ОП РЗ 63К-00056) (Приложение N 2 к постановлению Правительства Саратовской области от 6 мая 2008 г. N 175-П «Перечень автомобильных дорог общего пользования регионального или межмуниципального значения, расположенных на территории Аркадского муниципального района Саратовской области»).